# Semaeopus bobaria
Semaeopus bobaria är en fjärilsart som beskrevs av Paul Dognin 1890. Semaeopus bobaria ingår i släktet Semaeopus och familjen mätare. Inga underarter finns listade i Catalogue of Life.